# هانا الجاف
حنا ، مركونة جواديارو ؛(ولدت هانا جازمين جاف بوسديت؛ 4 نوفمبر 1986) (بالإنجليزية: Hanna Jaff)‏ هو شخصية تلفزيونية ، وسياسي ، ومحسن ، ومتحدث ، ومؤلف ، ومنتج تنفيذي ، وناشط. اشتهرت بأنها أول مكسيكية تنضم إلى الطبقة الأرستقراطية البريطانية. وهي متزوجة من اللورد فرانسيسكو دي بورجا كويبو ، المركيز السادس لجواديارو والابن الأكبر للكونت تورينو الثاني عشر.

## حياتها
ولدت هانا في سان دييغو وهي عضو في عشيرة الجاف، من نسل محمد باشا الجاف. ومن نسل الأم لكارلوس هنري بوسديت. ولدت والدتها في المكسيك.
بعد الانتهاء من المدرسة الثانوية ذهبت إلى جامعة سان دييغو، أكملت درجة بكالوريوس الآداب في علم النفس، مع دراسات القيادة والعلوم السياسية والعدالة الجنائية، ودرست في معهد مونتيري للتكنولوجيا والتعليم العالي، وجامعة هارفارد وجامعة كولومبيا وسوربون. في مارس 2014 حصلت على درجة الدكتوراه الفخرية من كلاوسترو في المكسيك لعملها في مجال رفاهية الإنسان.

## نشاطاتها
كانت جاف متحدثة في ثلاث فعاليات TEDx في المكسيك، كما شاركت كمناقشة في معهد ميلكن والأمم المتحدة.
أسست منظمة غير ربحية مؤسسة الجاف للتعليم، في يونيو 2013 لتعليم اللغة الإنجليزية للمهاجرين واللاجئين، المنظمة تعمل على استضافة الأحداث الخيرية وقد أطلقت حملات عدم التمييز لدعم المهاجرين واللاجئين، اعتباراً من عام 2016 لديها مواقع في جميع الولايات الرئيسية في المكسيك ولديها أكثر من 7000 متطوع نشط يعملون لصالح المنظمة، ويستفيد منها أكثر من 120,000 شخص. من أجل ذلك، قامت جاف بنشر أربعة كتب لتعليم اللغة الإنجليزية بطريقة ذاتية، كما أنشأت منحًا دراسية تتبرع بها المؤسسة للطلاب.
في عام 2013، نظمت أول مهرجان كردي في المكسيك الذي كان أكبر مهرجان يقام خارج كردستان.
في عام 2017، أطلقت ملابس تحت الاسم التجاري، (We One Campaign) لدعم ضحايا الحرب في الشرق الأوسط.

## التاريخ السياسي
في الفترة من 2013 إلى 2018، شغلت جاف عددًا من المناصب السياسية على مستوى الدولة في الحزب الثوري المؤسسي في المكسيك، مثل وكيلة وزارة شؤون المهاجرين، ووكيلة وزارة العلاقات مع المجتمع المدني، من بين مناصب أخرى.
- وكيلة المهاجرين في اللجنة التنفيذية الوطنية لـلحزب الثوري المؤسساتي.
- وكيلة العلاقات مع المجتمع المدني في اللجنة التنفيذية الوطنية للـحزب الثوري المؤسساتي.
- الأمين العام للتعبير الشبابي الثوري في للـحزب الثوري المؤسساتي.
- المرشحة الفيدرالية لعضو الكونجرس، خبيرة حزب البيئة في المكسيك.
- سفيرة السياحة في ولاية موريلوس، المكسيك.
- الأمين العام للإدارة الاجتماعية لشبكة الشباب في المكسيك.

## الجوائز
حصلت على جوائز من بينها «الممثلة الفخرية لكردستان لأمريكا اللاتينية» تشمل الجوائز الأخرى ما يلي:
- «أقوى 100 امرأة في المكسيك» فوربس.
- «أكثر عشر نساء أحتراماً في المكسيك» كوزموبوليتان.
- «سفيرة السلام» تمثل تيخوانا من قبل الأمم المتحدة.
- «امرأة العام» من قبل الوطنية المرأة في المكسيك.
- «أقوى عشر نساء في باها كاليفورنيا» لصحيفة أينفوباجا.
- «أكثر 50 امرأة مثيرة للإعجاب في المكسيك» من مجلة كاراس.
- «30 تحت 30» أنجح المكسيكيين من قبل مجلة رائد الأعمال.
- «200 من قادة الغد تحت 30» لندوة سانت غالن في سويسرا.
- «شخصية العام» لصحيفة أل سول.
- «أفضل فاعل خير لهذا العام» بواسطة Grupo Sexenio (مجموعة فترة ست سنوات)
- وسام بينيتو خواريز من قبل Congreso Mundial por la Paz (المؤتمر العالمي للسلام).
- ميدالية «التميز الأكاديمي» من جامعة كلاوسترو مونديال (لجنة الجامعة العالمية) في المكسيك.

## التلفاز
في أغسطس 2018، أعلنت نتفليكس أن Jaff سيكون أحد أعضاء فريق التمثيل في البرنامج التلفزيوني Made in Mexico ، والذي بدأ بثه في 28 سبتمبر 2018.

## الحياة الشخصية
تم عرض ياف على ست مرات ، وخطوبة ثلاث مرات ، وتزوج مرتين ، وطلاق مرة واحدة.
تزوجت جاف من هاري روبر-كورزون في فبراير 2020، وطلقت منه بعد عامين بسبب سوء المعاملة المالية والمنزلية التي ارتكبها ضدها. 
في سبتمبر 2022 ، تزوجت من الأرستقراطي الإسباني اللورد الأكثر امتيازًا فرانشيسكو دي بورخا كييبو دي لانو ، غراندي ملك إسبانيا ، مركيز غواديارو ، فارس الماسترانزا الملكي لفرسان غرناطة ، وريث كونت تورينو وألقاب ثانوية أخرى.